# Caso San Antonio Independent School District v. Rodriguez
San Antonio Independent School District v. Rodriguez (1973), foi um caso em que a Suprema Corte dos Estados Unidos considerou que o sistema de financiamento do Distrito Escolar Independente de San Antonio, baseado em impostos locais sobre a propriedade, não era uma violação da cláusula de proteção igualitária da Décima Quarta Emenda.